# Ложа 49
«Ложа 49» (англ. Lodge 49) — американський комедійно-драматичний телесеріал, створений Джимом Гевіном. Канал AMC 5 жовтня 2016 року замовив 1 сезон із 10 серій. Прем'єра першого сезону відбулася 6 серпня 2018 року. Назва відсилає до роману «Виголошується лот 49» Томаса Пінчона, який Гевін згадує як натхнення.
4 жовтня 2018 року серіал було продовжено на другий сезон, прем'єра якого відбулася 12 серпня 2019 року. 29 жовтня 2019 року AMC закрив серіал після другого сезону.

## Сюжет
Вкрай оптимістичний місцевий екссерфер Дад (Ваятт Расселл), приєднується до братнього ордену «Ложа 49», відомого як Орден Рисі, що знаходиться в Лонг-Біч. Головний герой сподівається на повернення до спокійного способу життя, якого він не знав з моменту смерті батька.

## У ролях

### Основні
- Ваятт Расселл — Дад / Шон Дадлі, екссерфер, який вступає у Ложу 49 і прагне почати щасливе життя[3].
- Брент Дженнінгс — Ерні Фонтейн, продавець сантехніки та член Ложі 49[4].
- Соня Кассіді — Ліз Дадлі, сестра-близнючка Дада, яка працює офіціанткою[4].
- Лінда Емонд — Конні Райт, журналістка, одружена зі Скоттом, член Ложі 49[5][6].
- Девід Паскісі — Блейз Сент-Джон, член Ложі 49, який керує аптекою і є прибічником алхімії[4].
- Ерік Аллан Крамер — Скотт Райт, член Ложі 49, який одружений з Конні і виконує функції патрульної служби в Порт-Гарбор у Лонг Біч[6][7].

### Другорядні
- Кеннет Велш — Ларрі Луміс, суверен-протектор Ложі 49.
- Авіс-Марі Барнс — Аніта Джонс, член Ложі 49.
- Німе Вільямс — Біг Бен Петерс, констебль Ложі 49.
- Джиммі Гонсалес — Гіл Сандовал, астроном Ложі 49.
- Браян Дойл-Мюррей — Боб Крюгер, бос Ерні на роботі.
- Даніель Стюарт Шерман я-Джеремі, бос Ліз у Шемрокс.
- Девід Урі — Чемп, працівник компанії Шемрокс.
- Еткінс Естімонд — Ґерсон, працівник компанії Шемрокс.
- Гейден Сето — Корпорейт, керівниця компанії Орбіс, яка зустрічається з Ліз.
- Джо Грифасі — Берт, працює в ломбарді.
- Том Новікі — Білл Дадлі, померлий батько Дада та Ліз.
- Адам Годлі — Джоселін П'ю, член ложі 1 у Лондоні, який приходить до Ложі 49.
- Брюс Кемпбелл — Капітан / Гері Грін, генеральний підрядник.
- Тайсон Ріттер — Ейвери, шахрай, який проник у Ложу 49.
- Джоселін Таун — Глорія Келлер, менеджер з персоналу, у якої Дад тимчасово працює та надалі стає її коханцем.
- Селія Ау — Аліса Ба, серфер-подруга Дада, яка працює в магазині свого батька[8].
- Лонг Нгуен — Пол Ба, батько Аліси, власник місцевого магазину пончиків.
- Сем Пуефуа як Герман Пола, соратник Берта.
- Пол Джаматті — письменник, автор аудіокниг; у першому сезоні чутно лише його голос[9] .
- Чіч Марін — Ель Конфіденте, член мексиканської Ложі 55.
- Полліанна Макінтош — Клара, член лондонської Ложі 1, подружка Коні (2 сезон)[10] .
- Мері Елізабет Елліс — Дафна Бенсон, адвокатка Дада (2 сезон).
- Бронсон Пінчот — доктор Кімбро, новий тіньовий бос Ліз (2 сезон).
- Бертіла Дамас — Ленор, подруга Ліз та батька Дуда, з яким вона мала стосунки (2 сезон).

## Епізоди
| Сезон | Епізоди | Епізоди | Оригінальний показ | Оригінальний показ |
| Сезон | Епізоди | Епізоди | Перший показ       | Останній показ     |
| ----- | ------- | ------- | ------------------ | ------------------ |
| 1     | 10      | 10      | 6 серпня 2018      | 8 жовтня 2018      |
| 2     | 10      | 10      | 12 серпня 2019     | 14 жовтня 2019     |

## Критика

### Відгуки
На вебсайті Rotten Tomatoes перший сезон отримав 86 % рейтингу схвалення із середнім рейтингом 7,1/10 на підставі 36 відгуків. Критичний консенсус вебсайту зазначає, що «„Ложа 49“ здійснює сюрреалістичну подорож у телевізійний пейзаж мрій, який може виявитись досить корисним для глядачів, які дотримуються цього». Metacritic присвоїв оцінку 70 зі 100 на основі 19 критиків із зазначенням «загалом сприятливих відгуків».
Для Rotten Tomatoes другий сезон має 100 % рейтинг схвалення із середнім рейтингом 8,7/10, виходячи з 19 відгуків. Критичний консенсус вебсайту зазначає, що «„Ложа 29“ продовжує своє дивну подорож з чудовим другим сезоном, який схиляється все глибше до ідіосинкразій». Щодо Metacritic, сезон має оцінку 80 зі 100 на основі 5 критиків, що вказує на «загалом позитивні відгуки».